# Comté de Sherman (Oregon)
Pour les articles homonymes, voir Comté de Sherman.
Le comté de Sherman (anglais : Sherman County) est un comté situé dans le nord de l'État de l'Oregon aux États-Unis. Il est nommé en l'honneur de William Tecumseh Sherman, le général de l'Armée de l'Union pendant la guerre de Sécession. Le siège du comté est Moro. Selon le recensement de 2000, sa population est de 1 934 habitants.

## Géographie
Le comté a une superficie de 2 153 km², dont 2 132 km² en surfaces terrestres.

### Comtés adjacents
- Comté de Wasco (sud-ouest)
- Comté de Gilliam (est)
- Comté de Klickitat, Washington (nord)